# Korekta wartości kredytowej
Korekta wartości kredytowej (ang. Credit valuation adjustment) – różnica pomiędzy wartością portfela wolnego od ryzyka a realną wartością portfela, obejmującą możliwość braku spłaty zobowiązań przez kontrahenta. Innymi słowy, korekta wartości kredytowej stanowi wartość rynkową ryzyka kredytowego kontrahenta (RKK; ang. Credit Counterparty Risk, CCR).
Jednostronna korekta wartości kredytowej stanowi neutralną pod względem ryzyka, zdyskontowaną oczekiwaną stratę.

## Funkcja CVA Desk i jego implikacje w bankowości
Zadaniem wydziału CVA (ang. CVA Desk) jest implementacja oraz rozwój platformy odpowiadającej za przewidywanie ... co pozwala z kolei innym oddziałom banku wykonywać swoją pracę wydajniej, bez zbędnych działań (obliczeń czy symulacji) które wykonywane są w oddziale CVA.